# Диас, Артур
Арту́р дос Са́нтос Барбо́за Ди́ас (порт.-браз. Arthur dos Santos Barbosa Dias; родился 10 апреля 2007, Кампу-Гранди, Бразилия) — бразильский футболист, защитник клуба «Атлетико Паранаэнсе».

## Клубная карьера
Воспитанник «Атлетико Паранаэнсе», 10 февраля 2024 года Диас впервые попал в заявку основной команды клуба на матч чемпионата Параны против «Лондрины», однако на поле не появился.

## Карьера в сборной
В январе 2025 года был вызван в сборную Бразилии до 20 лет для участия в молодёжном чемпионате Южной Америки. По итогам турнира Бразилия стала чемпионом, а Диас принял участие в 8 матчах.

## Достижения
Сборная Бразилии (до 20 лет)
- Чемпион Южной Америки среди молодёжных команд: 2025